# Boeing A160 Hummingbird
El Boeing A160 Hummingbird (designación militar: YMQ-18A) es un helicóptero UAV (vehículo aéreo no tripulado). Su diseño incorpora muchas nuevas tecnologías nunca usadas antes en helicópteros, permitiendo mayor vuelo mantenido y altura que cualquier otro helicóptero actualmente en operación.
El desarrollo del Hummingbird fue comenzado para DARPA por Frontier Aircraft en 1998. Desde 2003, el Ejército y la Armada estadounidenses también compartieron la financiación del proyecto. En mayo de 2004, la compañía fue adquirida por Boeing y fue integrada en Boeing Phantom Works, y luego en el grupo Sistemas Avanzados de Boeing Integrated Defense Systems. Los primeros A160 estaban propulsados por motores de coche modificados Subaru, pero las nuevas versiones usan motores turboeje Pratt & Whitney PW207D.
El A160 continuó con vuelos de pruebas de desarrollo en 2010, pero los vuelos de pruebas ya habían demostrado mayor vuelo mantenido, mayor altitud, más autonomía extensiva, y mayor carga. El programa tenía unas ambiciosas metas de un alcance de 4000 km, vuelo mantenido de 24 horas, y una altitud de 9100 m. Los vuelos fueron en su mayoría autónomos, tomando el avión sus propias decisiones acerca de cómo volar él mismo para alcanzar ciertos objetivos, en lugar de confiar en el control humano a tiempo real. El A160 alcanza velocidades máximas de más de 140 nudos, ya que el vuelo mantenido y la altitud eran sus objetivos, no la velocidad. El avión mide 11 m del morro a la cola y tiene un diámetro de rotor de 11 m.
El proyecto fue abandonado por el Ejército de los Estados Unidos en diciembre de 2012.

## Diseño y desarrollo

### UAV Maverick y Renegade
Durante el desarrollo inicial de la célula y sistema de rotor del A160 en 1999-2000, Frontier Systems diseñó simultáneamente el UAV de despegue y aterrizaje verticales (VTOL) Maverick como bancada para la aviónica, software y sistemas de control de vuelo. El Maverick era una versión muy modificada del helicóptero ligero civil Robinson R22. Usando una célula de helicóptero probada, los ingenieros fueron capaces de centrarse en los sistemas de desarrollo que más tarde podrían ser transferidos al A160.
El programa del Maverick comenzó en 1988, realizándose el primer vuelo menos de un año más tarde, en 1999. Aunque el R22 era un helicóptero tripulado de dos plazas en su configuración original, el Maverick fue significativo por no usar nunca un "piloto de seguridad" (un piloto humano a bordo capaz de recuperar la aeronave en caso de fallo del sistema de control de vuelo no tripulado). Dado que gran parte de los sistemas de aviónica y software fueron compartidos por el Maverick y el A160, el Maverick se mantuvo en servicio mucho tiempo después de que el A160 comenzara las operaciones de vuelo. Tras adquirir Frontier Systems en 2004, Boeing detuvo la mayoría del desarrollo del Maverick, pero lo continuó volando como activo de formación y para reducir riesgos en el desarrollo de la tecnología para el A160.
Cuatro Maverick fueron volados por la Armada estadounidense, llevando un sistema de sensores Electro-Óptico/Infrarrojo Wescam, posiblemente entre otros sensores. Una vez que fueron adquiridos por los militares, la mayoría de las operaciones de los Maverick no han sido publicadas.
Marzo de 2006 vio la finalización del programa de Control Habilitado por Software financiado por la Agencia de Proyectos de Investigación Avanzados de Defensa (DARPA). Con la ayuda de investigadores de la UC Berkeley, el MIT, y el Georgia Tech, Boeing desarrolló una variante de su plataforma UAV Maverick que llegó a ser conocido como el UAV Renegade. Esta aeronave realizó exitosamente varias maniobras y voló rutas sin acción humana a tiempo real.

### A160

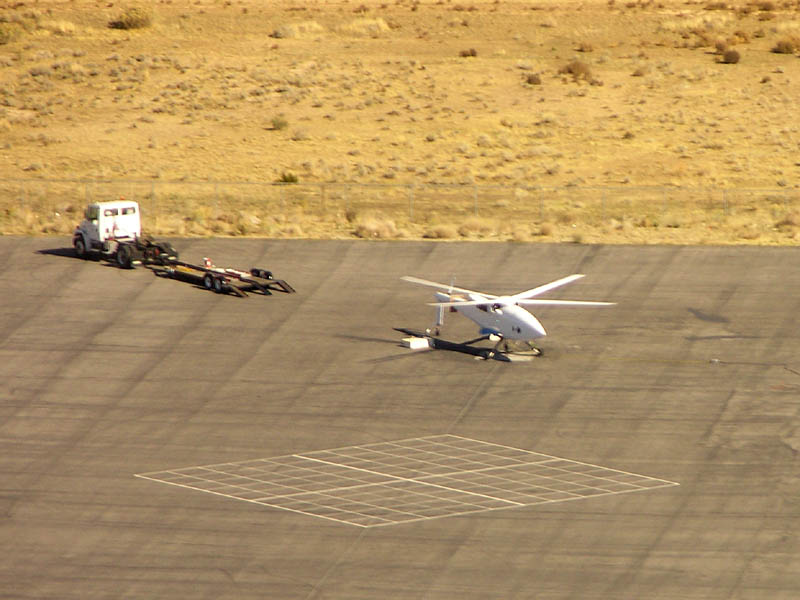
El A160 durante carreteos en el Aeropuerto de Logística del Sur de California.

El programa de desarrollo para el A160 comenzó cuando DARPA concedió un contrato de demostración de tecnología de 30 meses a Frontier Systems de San Diego en marzo de 1998, propiedad del pionero de los UAV Abe Karem. En junio de 1999, Frontier probó el sistema de control de vuelo autónomo con el Maverick-A, un Robinson R-22 modificado. Esta bancada se perdió en un accidente en 2000, tras haber volado 215 horas. El primer prototipo, un A160 tripala, realizó un breve vuelo en estacionario el 7 de diciembre de 2001, y ejecutó su primer vuelo frontal el 29 de enero de 2002.
Una versión cuatripala del A160 voló en noviembre de 2002, usando un motor de cuatro cilindros Subaru, y más tarde un motor de pistones de seis cilindros. Se le concedió a Frontier Systems un contrato por cuatro A160 más en octubre de 2003. Fueron producidos un total de tres vehículos por Frontier Systems. Los Vehículos 1 y 3 se perdieron en accidentes. Frontier planeó usar un motor diésel KW600 en el vehículo, pero nunca lo completó. Un motor diésel habría casi doblado la permanencia en vuelo del vehículo gracias al menor consumo de combustible.
Frontier Aircraft, y más tarde Boeing, llevaron a cabo el programa A160 como parte de una serie de contratos con DARPA, el Ejército y la Armada estadounidenses, desde 2003. En septiembre de 2003, DARPA concedió a Frontier un contrato de 75 millones de dólares por el diseño, desarrollo y pruebas de cuatro A160.
El rotor del A160 incluye palas cuyas rigidez y sección transversal varían con su longitud. Su baja carga y diseño rígido le permiten cambiar las RPM entre 140 y 350 using a two-speed transmission usando una transmisión de dos velocidades para optimizar la eficiencia a diferentes velocidades y altitudes, una técnica llamada "tecnología de rotor de velocidad óptima", inventada por Abe Karem. Es por estas características principalmente por lo que el Hummingbird puede volar con menos potencia (y por lo tanto usa menos combustible) que los helicópteros convencionales comparables, con sólo ajustar el paso de las palas y mantener el rotor a unas rpm constantes.
En agosto de 2005, Frontier Systems (por entonces una subsidiaria de Boeing) recibió un contrato de 50 millones de dólares de la División de Aeronaves del Centro Naval de Guerra Aérea "para evaluar la utilidad militar y asequibilidad de un UAV VTOL de largo alcance empleando una amplia variedad de cargas de pago adaptables".
En octubre de 2007, DARPA concedió a Boeing un contrato de 6,3 millones de dólares para entregar una A160 modificado y un contenedor modificado para el programa Sistema Autónomo de Vigilancia por Imágenes en Tiempo Real Terrestre (ARGUS-IS). En 2008, DARPA consideró la idea de llevar armas en alas embrionarias.

## Variantes
A160
Helicóptero UAV, equipado con motor alternativo.
A160T
Versión equipada con motor turboeje Pratt & Whitney Canada PW207D.
YMQ-18A
Designación dada por las Fuerzas Armadas estadounidenses.

## Operadores
Estados Unidos
- Fuerza Aérea de los Estados Unidos
- Ejército de los Estados Unidos

## Historia operacional

### Pruebas de vuelo
El Hummingbird realizó su primer vuelo en enero de 2002, usando un motor Subaru de cuatro cilindros. El 20 de septiembre de 2004, el Hummingbird voló por primera vez desde que Boeing se había hecho cargo del programa en el mayo anterior. El programa de pruebas operó desde el Aeropuerto de Logística del Sur de California cerca de Victorville, California.
En agosto de 2005, el Hummingbird voló alrededor de Victorville en una ruta de 1931,21 km a 111,12 km/h y 1219,2 m, uno de los más largos vuelos de helicóptero de todos los tiempos. Un fallo mecánico causó que el helicóptero se estrellara cerca del final del vuelo, y las pruebas de vuelo continuaron algunos meses después, tras finalizar la investigación del accidente. El 30 de noviembre de 2005, la aeronave completó exitosamente su primer vuelo con el nuevo motor alternativo de gasolina de 6 cilindros de 390 hp, manteniéndose en estacionario cerca del aeródromo durante cerca de media hora.
Una versión de continuación propulsada por un turboeje, el A160T, voló por primera vez el 15 de junio de 2007. Voló durante 8 horas el 27 de septiembre del mismo año llevando una carga de 453,59 kg. El 12 de octubre, voló 12 horas llevando una carga de 226,8 kg, simulando una misión de reconocimiento militar multi sensor. Este último vuelo usó menos del 60 % de la carga máxima de combustible del Hummingbird.
El 10 de diciembre de 2007, uno de los prototipos del A160T se estrelló durante un vuelo de prueba en las instalaciones de pruebas de Boeing Advanced Systems en Victorville. Una investigación de Boeing determinó que el incidente fue causado cuando los datos de los sensores dejaron de actualizarse en el ordenador de vuelo: con el bucle de retroalimentación del sistema de vuelo cortado, el helicóptero "abandonó el vuelo controlado e impactó contra el terreno en un ángulo casi vertical". Muchas de las evidencias forenses se quemaron en el fuego tras el impacto. Se encontraron una serie de áreas potenciales que podrían haber causado la parada del flujo de actualización de retroalimentación del software; estas áreas problemáticas conocidas fueron redirigidas y las pruebas de vuelo se reanudaron el 26 de marzo de 2008.
El 9 de mayo de 2008, en el Yuma Proving Ground en Arizona, el A160T demostró su habilidad para permanecer en estacionario fuera del efecto suelo (HOGE) a 4572 m para cumplir sus hitos de DARPA. Luego superó el hito en el mismo vuelo al repetir el HOGE a 6096 m de altitud. Una semana más tarde, comenzando la noche del 14 de mayo, el A160T demostró sus capacidades de vuelo sin repostaje con un vuelo de 18,7 horas, aterrizando con más de 90 minutos de combustible a bordo. Fue reconocido como el vuelo más largo sin repostar de cualquier helicóptero, y la Federación Aeronáutica Internacional (FAI) concedió a Boeing el récord oficial de vuelo sostenido en la clase de UAV controlados autónomamaente de 500 a 2500 kg por dicho vuelo.
Anetriormente, en mayo de 2004, el Mando de Comunicaciones Electrónicas del Ejército de los Estados Unidos concedió a Syracuse Research Corp. un contrato de 13,3 millones de dólares por el radar de apertura sintética/indicador de blancos en movimiento a tiempo real, capaz de penetrar el follaje y frecuencia ultra alta para ser usado en el A160. En agosto de 2008, el A160T comenzó las pruebas de vuelo de lo que se conocería como el sistema de radar DARPA FORESTER.
En agosto de 2009, el A160T fue elegido por el Cuerpo de Marines de los Estados Unidos, junto con el Kaman K-MAX, para demostrar la habilidad de mover 2722 kg de carga en menos de 6 horas durante tres días consecutivos. El A160T completó exitosamente la demostración de reaprovisionamiento a principios de marzo de 2010. En diciembre del mismo año, NAVAIR (Mando Naval de Sistemas Aéreos) concedió un contrato de 29,9 millones de dólares a Boeing por dos A160T y sus sistemas de control. Kaman recibió un contrato similar valorado en 46 millones de dólares. NAVAIR emitió una orden de parada de los trabajos en el A160 en diciembre de 2011, antes de la Evaluación de Rápida Reacción. Finalmente, el K-MAX fue elegido en vez del A160T para la tarea de reaprovisionamiento no tripulado de los Marines, y fue enviado a Afganistán en 2011.
El 28 de julio de 2010, un A160T se estrelló en el Aeropuerto de Logística del Sur de California. Realizó autorrotación hasta el suelo y luego pivotó sobre uno de sus lados.
En agosto de 2010, el A160T fue sometido a vuelos de prueba en la jungla, en Belice, por el Mando de Operaciones Especiales estadounidense. Dos células se utilizaron para probar la habilidad del radar de penetración de follaje DARPA FORESTER de penetrar la cobertura de la jungla. Las pruebas se detuvieron una semana antes cuando una aeronave se estrelló el 4 de septiembre de 2010 en el aeropuerto Central Farm en Cayo, Belice. El Mando de Operaciones Especiales entregó sus A160 al Ejército en 2011. El 17 de abril de 2012, ocurrió otro accidente causado por vibraciones en Victorville, dañando el aparato y el sensor ARGUS.

### Cancelación del Ejército estadounidense
El A160 iba a ser desplegado a Afganistán con el radar ARGUS-IS en junio de 2012. Pero justo antes del despliegue, el Ejército emitió una orden de parada a Booeing porque la aeronave tenía una alta "probabilidad de sufrir continuos retrasos técnicos y de programación", y los costes y riesgos se habían "incrementado tan significativamente que la continuación del programa ya no era del mayor interés para el gobierno". Las vibraciones estaban entre los problemas detectados. La orden de parada en los trabajos dejó al A160 todavía oficialmente en desarrollo, pero cerca de la finalización. En diciembre de 2012, el Mando de Entrenamiento y Doctrina del Ejército había revisado la idea del Ejército de un helicóptero UAV VTOL para misiones ISR y decidió que, debido a los recortes presupuestarios, no continuaría la prosecución de la idea. Decidieron que el Ejército mantendría el uso de UAV de ala fija que ya tenía para la tarea.

## Especificaciones
Referencia datos: Boeing

### Características generales
- Longitud: 10,7 m
- Diámetro rotor principal: 11 m
- Peso vacío: 1134 kg
- Peso cargado: 2948 kg
- Planta motriz: 1×  Pratt & Whitney Canada PW207D[13].
  - Potencia: 410 kW (550 hp)

### Rendimiento
- Velocidad nunca excedida (Vne): 258 km/h
- Alcance: 4167 km (>20 h)
- Techo de vuelo: 6100–9150 m (20000–30000 pies)

### Desarrollos relacionados
- Boeing X-45

### Aeronaves similares
- Northrop Grumman MQ-8 Fire Scout

### Secuencias de designación
- Secuencia _Q-_ (Vehículos aéreos no tripulados estadounidenses, 1962-presente): ← Q-15 - Q-16 - Q-17 - Q-18 - Q-19 - Q-20 - Q-21 →

### Listas relacionadas
- Anexo:Aeronaves de la Fuerza Aérea de los Estados Unidos (históricas y actuales)